# Handsome Hank
Handsome Hank ist ein Country- und Bluegrass-Sänger aus der Schweiz.
Hinter dem Musikprojekt verbirgt sich der Musiker Sämi Schneider, der unter anderem auch für Schmalhans, Shilf und als Congaking verantwortlich zeichnete.
Um die Entstehung der ehemaligen Besetzung Handsome Hank and his Lonesome Boys wurde eine Geschichte gesponnen, die auch von den Medien übernommen wurde. Demnach wurde Handsome Hank 1920 in Tennessee geboren, begann früh zu musizieren, sass im Gefängnis und wurde zur US Air Force eingezogen. Die Kriegserfahrung und Verletzungen führten ihn dann zum Christentum. Erst Anfang der 1990er Jahre sei ihm schliesslich in Europa ein Comeback gelungen.
Handsome Hank and his Lonesome Boys haben bis 2007 drei Alben herausgebracht, auf denen sie populäre Rock- und Popsongs im Country- und Bluegrassstil interpretieren, darunter Black Hole Sun von Soundgarden und She’s The One von Robbie Williams. Zuletzt entstand ein Beitrag zu Stephan Remmlers Album 1, 2, 3, 4 …, auf dem die Band die Remmler-Komposition Let’s Go To Elvis interpretiert.
Im Frühjahr 2012 kehrte Handsome Hank ohne seine Lonesome Boys zurück mit dem Album Handsome Hank sings about Devils and Angels (Baldo/Irascible). Stattdessen sind auf dem Album einige Duettpartnerinnen und -partner vertreten.

## Diskografie
- 2003: White Album
- 2003: Greatest Hits
- 2007: Live at Murmansk
- 2012: Handsome Hank sings about Devils and Angels
- 2015: Roll down the Line